# Jozef Mesik
Jozef Mesik es un deportista eslovaco que compitió en biatlón adaptado. Ganó una medalla de bronce en los Juegos Paralímpicos de Salt Lake City 2002 en la prueba de 7,5 km de pie.

## Palmarés internacional
| Juegos Paralímpicos | Juegos Paralímpicos             | Juegos Paralímpicos | Juegos Paralímpicos |
| Año                 | Lugar                           | Medalla             | Prueba              |
| ------------------- | ------------------------------- | ------------------- | ------------------- |
| 2002                | Salt Lake City (Estados Unidos) | Medalla de bronce   | 7,5 km de pie       |